# Chiromyscus thomasi
Chiromyscus thomasi là một loài động vật có vú trong họ Chuột, bộ Gặm nhấm. Loài này được đề xuất và miêu tả vào năm 2014. Mẫu gốc của loài này được tìm thấy tại bản Mường Thái, gần đèo Lũng Lô, tỉnh Sơn La, Việt Nam.

## Đặt tên
Loài chuột nhắt cây này được đặt theo tên nhà động vật học người Anh - Oldfield Thomas vì những đóng góp xuất sắc của ông trong việc phát hiện và mô tả các loài chuột thuộc giống (chi) Chiromyscus .

## Phân bố
Các mẫu vật được xác nhận của Chiromyscus thomasi được ghi nhận tại các tỉnh Sơn La, Lào Cai, Kon Tum, Nghệ An (Việt Nam), Xieng Khouang và Luang Prabang (Lào). Loài này có thể có phân bố rộng hơn tại miền trung Việt Nam cũng như miền bắc và miền trung Lào. Nó cũng có thể có ở tây nam Trung Quốc và miền bắc Thái Lan.